# Osvaldo Gnocchi Viani
Osvaldo Gnocchi Viani (Ostiglia, 26 agosto 1837 – Milano, 8 gennaio 1917) è stato un giornalista e politico italiano.

## Biografia
Laureatosi in legge a Pavia nel 1861, iniziò il suo impegno politico su posizioni mazziniane. 
Nel 1863 si trasferì a Genova, scrivendo sul giornale mazziniano "Il dovere", di cui nel 1868 diventerà il direttore, e aderì alla "Consociazione operaia genovese". 
Dopo aver seguito Giuseppe Garibaldi nel 1870 nella difesa della Repubblica francese, si trasferì a Roma dove, nel 1872, fu tra i fondatori della Lega operaia di arti e mestieri che aderì alla Prima Internazionale. A causa di questa adesione l'8 marzo 1873 fu espulso dalle Società mazziniane. 
Trasferitosi da Roma a Milano nel 1876, fu redattore-capo del giornale La Plebe, fondato a Lodi da Enrico Bignami. 
Nel 1881 prese parte come delegato del gruppo operaista al congresso socialista dell'Alta Italia, organizzato a Chiasso da Carlo Cafiero. 
Nel 1882 fu uno dei fondatori del Partito Operaio Italiano, nel 1892 che a Genova fu parte importante nella nascita del Partito dei Lavoratori italiani per poi nel 1893 a Reggio Emilia diventare Partito Socialista dei Lavoratori Italiani e a Parma nel 1895 Partito Socialista Italiano, di cui fu uno dei primi animatori.
Nel frattempo iniziò la sua attività di amministratore, venendo eletto il 23 giugno 1890 consigliere comunale di Milano. Fu nominato presidente della commissione incaricata di esaminare i problemi della disoccupazione. 
Il 1º ottobre 1891 fondò a Milano la terza Camera del lavoro italiana, dopo quella di Piacenza, nata il 23 marzo, e quella di Torino, nata il 1º maggio, e successivamente promosse l'estensione della nuova istituzione operaia a livello nazionale. 
Gnocchi Viani, amico del fondatore Prospero Moisè Loria, ricoprì la carica di segretario della Società Umanitaria dalla sua istituzione nel 1893 fino al 1908. 
Nel 1901 fondò con Angelo Filippetti, futuro sindaco socialista di Milano, l'Università popolare. 
Fu membro della Massoneria.
Negli ultimi anni di vita (morì l'8 gennaio 1917) sostenne attivamente la Società pro-suffragio femminile e prese pubblicamente posizione contro la Grande Guerra.

## Opere
- Tradizioni Storiche esposte da Osvaldo Gnocchi Viani, Milano, Tipografia Sociale, 1865